# حدس اردوش-استراوس
آیا به ازای هر عدد صحیح {\displaystyle n\geq 2} معادلهٔ {\displaystyle {\tfrac {4}{n}}={\tfrac {1}{x}}+{\tfrac {1}{y}}+{\tfrac {1}{z}}}  پاسخ صحیح مثبتی دارد؟
در نظریه اعداد، حدس اردوش-استراوس بیان می‌کند که به ازای هر عدد صحیح {\displaystyle n\geq 2} ، عدد گویای {\displaystyle 4/n} را می‌توان به صورت مجموع سه کسر واحد مثبت  {\displaystyle 1/x+1/y+1/z} بیان کرد . پاول اردوش و ارنست جی استراوس این حدس را در سال 1948 تنظیم کردند. این یکی از حدس‌های پال اردوش است.
اگر {\displaystyle n} عددی مرکب باشد، {\displaystyle n=pq} ، آنگاه می‌توان پاسخ معادله برای {\displaystyle 4/n} را از روی پاسخ {\displaystyle 4/p} یا {\displaystyle 4/q} پیدا کرد؛ بنابراین، اگر مثال نقضی برای حدس اردوش-استراوس وجود داشته باشد، کوچکترین {\displaystyle n} مثال نقض باید عددی اول باشد، و با نتیجه‌گیری بیشتر می‌توان آن را به یکی از شش مدول تصاعد حسابی نامتناهی عدد {\displaystyle 840} محدود کرد. تحقیق‌های رایانه ای نشان می‌دهد حدس بر روی اعداد تا {\displaystyle n\leq 10^{17}} صادق است ، اما اثبات آن برای همهٔ {\displaystyle n} ها همچنان یک مسئلهٔ حل نشده‌است.
مثبت بودن سه کسر واحد برای دشواری مسئله ضروری است، زیرا اگر مقادیر منفی مجاز بودند، مسئله برای همه حالت‌ها حل می‌شد.

## حدس
به‌طور صوری تر، حدس بیان می‌کند که به ازای هر عدد صحیح {\displaystyle n\geq 2} ، اعداد صحیح مثبت {\displaystyle x}، {\displaystyle y} و {\displaystyle z} وجود دارد به طوری که:
{\displaystyle {\frac {4}{n}}={\frac {1}{x}}+{\frac {1}{y}}+{\frac {1}{z}}.}
به عنوان مثال، به ازای {\displaystyle n=5} ، دو پاسخ وجود دارد:
{\displaystyle {\frac {4}{5}}={\frac {1}{2}}+{\frac {1}{4}}+{\frac {1}{20}}={\frac {1}{2}}+{\frac {1}{5}}+{\frac {1}{10}}.}
بعضی از محققان شرط متمایز بودن این اعداد صحیح را نیز لازم می‌دانند، در حالی که برخی دیگر اجازه می‌دهند برابر باشند. برای {\displaystyle n\geq 3} ، مهم نیست اعداد با هم متفاوت باشند: اگر یک راه حل برای هر سه عدد صحیح {\displaystyle x} , {\displaystyle y} و {\displaystyle z} وجود داشته باشد، یک راه حل برای اعداد صحیح مجزا نیز وجود دارد. برای {\displaystyle n=2} ، تنها راه حل {\displaystyle {\tfrac {4}{2}}={\tfrac {1}{2}}+{\tfrac {1}{2}}+{\tfrac {1}{1}}} ، است با در نظر گرفتن جایگشت جمع‌شونده‌ها. وقتی {\displaystyle x} , {\displaystyle y} و {\displaystyle z} سه عدد متفاوت باشند، این کسرهای واحد کسر مصری عدد {\displaystyle 4/n} را نمایش می‌دهند.